# ArcelorMittal Dofasco
ArcelorMittal Dofasco, filiale du groupe ArcelorMittal est une société canadienne spécialisée dans l'extraction du fer, la production de l'acier et la distribution de celui-ci. Basée à Hamilton en Ontario, elle est le plus gros producteur d'acier au Canada.

## Description
Propriétaire d'importantes mines de fer, notamment au Québec, elle produit près de 5 millions de tonnes d'acier par an.
Présente aux États-Unis et au Mexique, elle est considérée comme l'un des sidérurgistes les plus rentables en Amérique du Nord.
En 2005, elle employait 7 400 personnes.

## Historique
L'américain C.W. Sherman l'a fondé en 1912 sous le nom de Dominion Steel Casting Company. Elle a pris de l'expansion avec la création du chemin de fer canadien.
Après la Seconde Guerre mondiale, elle a pris part à la croissance de l'industrie automobile américaine, devenant ainsi un partenaire privilégié.
En 1980, elle est renommée Dofasco.

Ancien logo

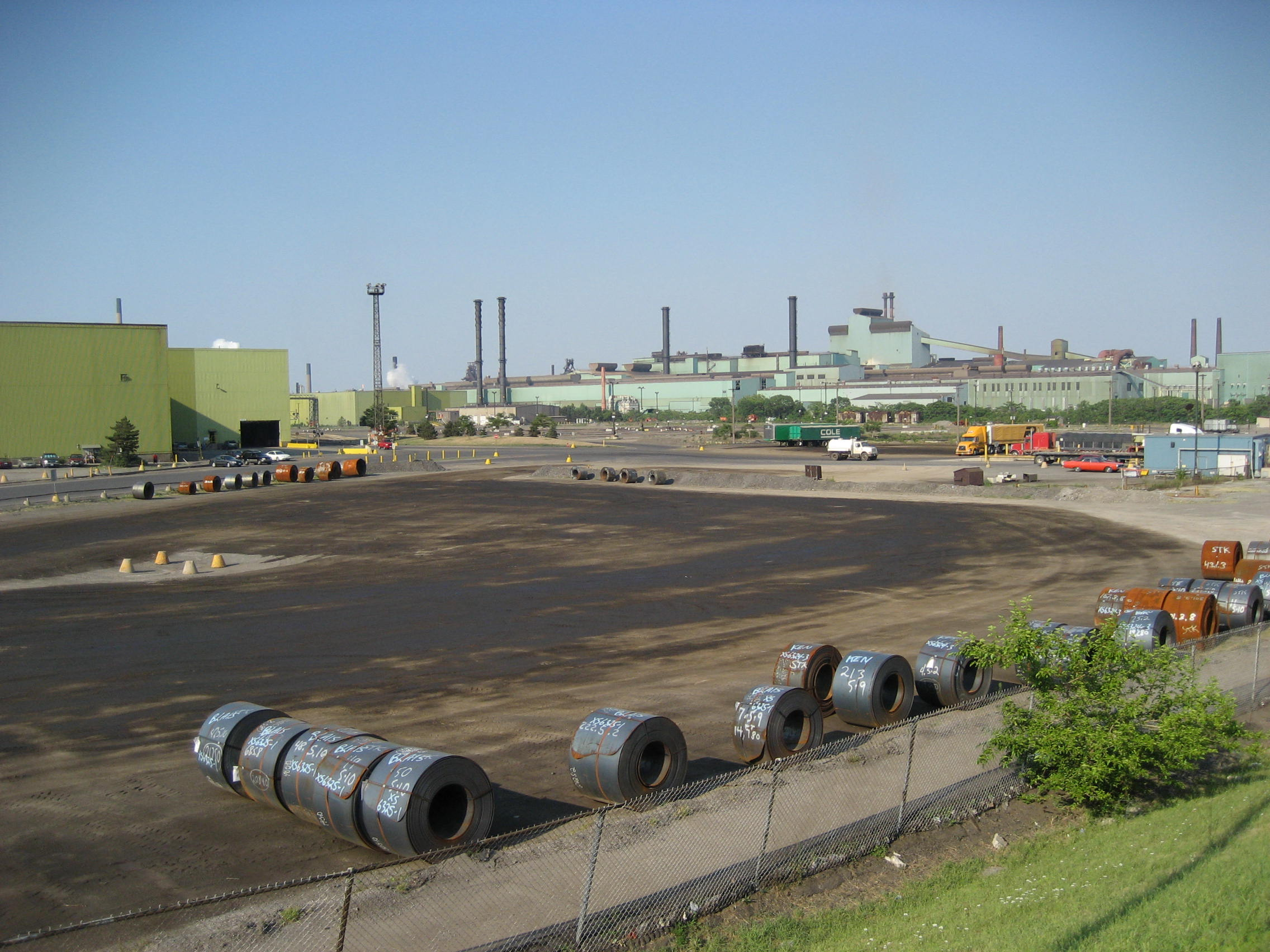
Installations à Hamilton.

À la fin des années 1980, elle a acheté son concurrent Algoma Steel, devenant ainsi le plus grand sidérurgiste du Canada.
À la fin de l'année 2005, elle est l'objet d'une OPA où Arcelor et ThyssenKrupp AG s'affrontent. Fin janvier 2006, Arcelor acquiert Dofasco pour 4 milliards d'euros. L'entreprise s'appelle depuis « ArcelorMittal Dofasco ».